# Ville impériale de Sélestat
1281–1679
(398 ans)
Entités précédentes :
- Duché de Souabe

Entités suivantes :
- Royaume de France (province d'Alsace)

La ville impériale de Sélestat (en allemand : Reichsstadt Schlettstadt, en latin : Selestadium civitas imperialis) est une ancienne cité-État du Saint-Empire romain entre 1281 et 1679.
Village mentionné pour la première fois en 727, Sélestat dépend du prieuré de Sainte-Foy dont le prieur partage son pouvoir avec le souverain du Saint-Empire à la suite d'un accord le 10 avril 1217 avec l'empereur Frédéric II. Ses habitants se dotent progressivement d'institutions sous l’autorité des Hohenstaufen qui siègent sur le trône impérial et possèdent le duché de Souabe et d'Alsace. Le bourg devient une ville au Moyen Âge notamment par la construction d'un premier mur d'enceinte entre 1217 et 1236. Le prieur cède l'intégralité de ses droits de juridiction sur la cité à Rodolphe Ier lors d'un nouvel accord le 22 novembre 1281. Sélestat acquiert par conséquent le statut de « ville d'Empire ». La cité dispose ainsi de l'immédiateté impériale avec droit de siéger à la Diète d'Empire : elle n'est désormais plus un bien personnel du souverain mais un état du Saint-Empire à part entière. Elle intègre le Grand-Bailliage d'Alsace (Reichslandvogtei im Elsass) qui administre les biens impériaux de la région. Les institutions municipales sont définitivement établies avec l'adoption d'une constitution en 1292. La cité est gouvernée par un conseil qui comprend huit bourgmestres, quatorze conseillers et les représentants des quatorze corporations. Un conseil de cent échevins se réunit par ailleurs pour prendre les décisions importantes. Le texte est approuvé par Adolphe Ier en 1293, et à nouveau confirmé par Charles IV le 12 décembre 1347. Le conseil obtient également le droit de nommer le prévôt (Schultheiss) pour rendre la justice. L'accès à cette haute fonction est réservé à la bourgeoisie à partir de 1352, au détriment de la noblesse de la ville.   
Avec les autres villes impériales de la plaine d'Alsace, Sélestat forme en 1354 une alliance connue sous le nom de Décapole qui doit garantir une assistance réciproque entre ses dix membres face aux menaces extérieures. En raison de sa situation géographique centrale, la ville accueille à partir de 1420 les réunions de la ligue et en conserve les archives. Durant les XIVe et XVe siècles la région subit les conséquences de la guerre de Cent Ans. Lors des périodes de trêve, les troupes de mercenaires ne sont plus payées et pillent alors les territoires voisins du royaume de France. La Haute et la Basse-Alsace sont ravagées en 1444 par une armée d'Armagnacs, surnommés les « Écorcheurs » (Schinder) et commandés par le Dauphin Louis de France, futur Louis XI, et le maréchal Philippe de Culant. Grâce à ses fortifications, Sélestat résiste aux attaques des pillards. Lors du départ de ces derniers au printemps 1445, les troupes de la ville leur tendent une embuscade près de Lièpvre pour leur prendre une partie de leur armement et de leur butin,. À la même époque l'imprimerie se développe dans la région. Originaire de Sélestat, Johannes Mentelin devient l'un des premiers imprimeurs à Strasbourg avec Heinrich Eggestein vers 1460. La cité devient un foyer de l'humanisme grâce à l'École latine fondée au XVe sièclee et dirigée notamment par Ludwig Dringenberg, Craton Hoffmann, Jérôme Gebwiller puis Hans Sapidus. Cet établissement très réputé forme d'imminents diplomates, historiens et théologiens comme Martin Bucer, Paul Phrygio, Beatus Rhenanus et Jacques Wimpfeling au début du XVIe siècle. 
La détérioration des conditions sociales et le mécontentement de la population rurale provoquent la guerre des Paysans. Une armée de 6 000 rustauds est rassemblée à Scherwiller, à proximité de Sélestat. Elle est décimée sous les remparts de la ville impériale par les troupes du duc de Lorraine, Antoine, le 20 mai 1525. La Réforme protestante est introduite à la même époque par des prédicateurs mais n'est pas adoptée par les dirigeants de la cité qui restent catholiques comme la majorité des habitants. Lors de la guerre de Trente Ans la ville est occupée en 1632 par les troupes du royaume de Suède conduites par Gutaf Horn. Les villes occupées par les Suédois sont confiées aux armées françaises qui y établissent des garnisons. Les traités de Westphalie de 1648 accordent au Roi de France des droits sur la ville impériale et ses alliées. Lors de la guerre de Hollande, les Français s'emparent de la cité et l'occupent à partir de 1673.  
Le traité de Nimègue du 5 février 1679 marque la fin de l'indépendance de Sélestat qui est rattachée au territoire français. Les institutions de la ville continuent d'exister sous l'autorité du Roi jusqu'à la Révolution française et la fin de l'Ancien Régime en 1789.